# Liste der Baudenkmäler in Meiningsen
Die Liste der Baudenkmäler in Meiningsen enthält die denkmalgeschützten Bauwerke auf dem Gebiet von Soest-Meiningsen in Nordrhein-Westfalen (Stand: 1. November 2019). Diese Baudenkmäler sind in der Denkmalliste der Stadt Soest eingetragen; Grundlage für die Aufnahme ist das Denkmalschutzgesetz Nordrhein-Westfalen (DSchG NRW).

| Bild           | Bezeichnung             | Lage                               | Beschreibung | Bauzeit         | Eingetragen seit | Denkmal- nummer |
| -------------- | ----------------------- | ---------------------------------- | --- | --------------- | ---------------- | --------------- |
| weitere Bilder | Ev. St.-Matthias-Kirche | Meiningsen Kirchstraße 9 Karte     | Die um 1100 erbaute St.-Matthias-Kirche ist die älteste Kirche in der Soester Börde. Ursprünglich dreischiffige, romanische Pfeilerbasilika. 1824/25 wurde das südliche Seitenschiff abgebrochen. Der Turm wurde 1809 auf altem Fundament errichtet. | ~1100 / 1824–25 | 04.08.1986       | 364             |
| Ehrenmal       | Ehrenmal                | Meiningsen Kirchstraße bei 9 Karte | Ehrenmal für die Gefallenen des 1. und 2. Weltkrieges. Errichtet wurde es 1921 und wurde nach dem 2. Weltkrieg umgestaltet. Restauration 2020 | 1921            | 23.04.2012       | 665             |
| BW             | Hofanlage               | Meiningsen Deiweg 2 Karte          | | Kern 1798       | 04.10.2012       | 683             |

Die Angaben zu Bauzeit und Eintragung in dieser Liste entstammen, wenn nicht anders angegeben, der für diesen Eintrag angeforderten Version der Denkmalliste vom November 2019.